# بيتر هاندكه
بيتر هاندكه Peter Handke (ولد في 6 ديسمبر 1942 في جريفن في مقاطعة كيرنتن) هو كاتب ومترجم نمساوي، حاصل على جائزة نوبل للآداب للعام 2019. أشهر مؤلفاته المُترجمة إلى العربية رواية الشقاء العادي.

## العائلة
أمه ماريا هاندكه (مولودة بلقب زيفيك) سلوفينية نشأت في كيرنتن. تعرفت في عام 1942 على إريش شونيمان موظف البنك المتزوج وحبلت منه ببيتر. لكنها قبل ولادته تزوجت أدولف برونو هاندكه محصل ترام وجندي في الجيش والذي أصبح زوج أمه. لم يعرف بيتر بهذه الحقيقة إلا قبل إتمام الثانوية بقليل.

## المولد وسنوات الحرب (1942 – 1945)
ولد بيتر هاندكه في بيت ألتنمارك رقم 25 بيت جده جريجور زيوتس في السادس من ديسمبر 1942 حوالي الساعة السابعة إلا الربع. وعمد بعد يومين في كنيسة جريفن الكاثوليكية. ولم تتأثر الأسرة في البداية بالحرب العالمية الثانية. وفي عام 1944 قررت ماريا هاندكه القيام بزيارة إلى برلين إلى والدي زوجها ولكنها عادت قبل نهاية الحرب بقليل إلى بيت الجد. وفي تلك الفترة ظهرت آثار الحرب في جريفن. فتم ترحيل الأهالي ذوي الأصل السلوفيني إلى معسكرات التجميع وغزيت منطقة فدائيو تيتو. إلى جانب سقوط القنابل، وكان سكان القرى يلجأون إلى التجاويف الصخرية كمخابئ تقيهم من الغارات الجوية.

## برلين والعودة إلى جريفن (1945 – 1948)
اتخذت الأسرة مسكنا في بانكوف الواقعة في القسم السوفييتي من برلين الأكثر دمارا. ولم يجد أدولف هاندكه عملا ثابتا ولا بدا أن ثمة أمل في تحسن الظروف السياسية. وقبل قليل من فرض الحصار برلين في 24 يونيو 1948 غادرت الأسرة ذات الأربعة أفراد (فقد ولدت مونيكا في 7 أغسطس 1947) في غسق الصباح المدينة، وعادت باتجاه جريفن. وقد نجحوا في عبور الحدود إلى النمسا بطريق غير شرعية لعدم وجود جوازات سفر لديهم، فقد عبروا مختبئين في عربة شحن. وتمثل تلك المغامرة بالنسبة لبيتر هاندكه أول تجربة مؤثرة من تجارب طفولته، والتي كان يتذكرها فيما بعد. وقد كتب موضوع إنشاء في المدرسة في عام 1957 يصف فيه وقائع العودة بالتفصيل.

## الحياة القروية وسنوات المدرسة الأولى في جريفن (1948 – 1954)
في جريفن لم يجد بيتر ذو الستة أعوام بسبب لهجته البرلينية في البداية رغبة في التقرب إليه من زملائه في المدرسة. وحتى اليوم لا يتكلم هاندكه بلهجة كيرنتن إلا نادرا، وغالبا ما يتكلم متحررا من اللهجات. وكان الأب يتلقى لفترة معونات مالية للبطالة، غير أنه كان ينفقها بشكل متزايد في تعاطي الكحول. وكانت المشاجرات الصاخبة تحدث بين الزوجين بانتظام. في النهاية وجد وظيفة لدى زوج اخته جيورج زيوتس. ورغم أن الأسرة كانت تقيم في منطقة تسيطر عليها الكنيسة وملاك الأرض إلا أنها كانت تنتمي إلى فقراء الشعب. حتى أن هاندكه نفسه كان يسمى ابن البيت الصغير.
لكن رغم تلك المشاكل فقد عاش الطفل حياة قروية ريفية هادئة، تخللها عمله في بعض المهن والذهاب إلى الكنيسة والنهات واحتفالات الذبح ولعب الورق. وتناول هاندكه هذه الانطباعات فيما بعد في كتبه. وقد اشتملت روايته الأولى الزنابير Die Hornissen على الكثير من الوصف الغني بالصور عن هذه الحياة الريفية.
التحق بيتر في سبتمبر 1948 بالمدرسة الشعبية في جريفن حتى سبتمبر 1952. وبعد الصف الرابع انتقل إلى المدرسة الأساسية في جريفن وظل بها مدة عامين، وكانت نتائجه في تلك المدرستين تتراوح بين علامتيْ جيد وجيد جدا. ثم اختار هاندكه بنفسه أن ياتحق بمدرسة تانتسنبرج الكاثوليكية الداخلية، والمتخرج من تلك المدرسة يعمل في الوظائف الدينية في الكنيسة، وقد ساعده قسيس الكنيسة في جريفن في ذلك بأن ساعده في ملأ الأوراق المطلوبة للالتحاق. وقد اجتاز امتحان القبول وكان من المفترض ان يكون في الصف الثالث، غير أن ان أحد الأساتذة اقترح أن يكون في الصف الثاني لن لم يكن قد ألم بمبادئ اللغة اللاتينية.

## فترة المدرسة في تانتسنبرج (1954 – 1959)
بعيد بدء المدرسة في تانتسنبرج كتب بيتر هاندكه نصا من ستة صفحات بعنوان «حياتي – الجزء الثاني» والذي يعتبر بداية ميله إلى الكتابة الأدبية. وكانت نتائجه في المدرسة الثانوية متميزة، فقد أنهى كل الصفوف بعلامة جيد جدا. ومن بين المواد التي درسها هاندكه وساعدت في تكونه اللغوي اللاتينية واليونانية والإنجليزية وكذلك الإيطالية والسلوفينية. كما أنه واصل كتابة نصوص قصيرة لمدة عامين. وقد شجعه أستاذ له هو راينهارد موزار على الكتابة وكان يقدر موهبته الأدبية. وكان بيتر يقرأ عليه نصوصه التي يكتبها ويناقشه فيها خلال تنزهاتهما. وفيما بعد أثر فيه موزار حين دفعه إلى دراسة القانون لأن ذلك ذلك سيمنحه وعيا بالحقائق. وقد نشر هاندكه أولى نصوصه الأدبية في فترة تانتسنبرج في مجلة المدرسة Fackel الشعلة.

## إنهاء فترة المدرسة في كلاجنفورت (1959 – 1961)
في منتصف العام المدرسي 1959 في الصف السابع – قرر بيتر ترك هذه المدرسة الداخلية لأنه لم يعد يحتمل نظامها القسي وقداساتها الصباحية وقائمة المحظورات الطويلة التي مثلت عبئا على نفسيته وموهبته. فقد حدث مرة أنه ضبط يقرأ كتبا ممنوعة لجراهام جرينه، مما دفعه إلى اتخاذ قراره بنفسه والعودة إلى جريفن، والالتحاق بمدرسة ثانوية في كلاجنفورت التي تبعد 35 كم عن جريفن. وكان يذهب إلى المدرسة ويعود يوميا بالباص. واشترك في نفس العام في مسابقة ادبية وحصل على جائزة، ثم نشر نصين له في الجريدة الشعبية في كيرنتن وهما «الذي لا اسم له» في يونيو و«في الوقت الإضافي» في نوفمبر. ويبين لنا قول اخته مونيكا دليلا على محاولات هالكتابية المكثفة، أنه حين كان يتوقف في الكتابة بسبب جفاف الأفكار فإن ذلك يلقي ظلالا سوداء على حالته النفسية. وفي عام 1961 حصل على الثانوية.

## الدراسة في جراتس (1961 – 1965)
في عام 1961 بدأ هاندكه دراسة القانون في جراتس. وخلال فترة الدراسة كان يقيم في غرفة صغيرة في حي فالتندورف في جراتس، ورغم أنه لم يكن متحمسا لمواد الدراسة إلا انه اجتهد في الدراسة وبنجاح. وكان يجتاز امتحاناته بتفوق. وكان ينفق على دراسته عبر منحة دراسية ومن مال يأتيه من الأسرة أو عبر بعض الأعمال المرافقة للدراسة. فكان يعطي دروسا في اليونانية، كما عمل في محل تطلب بضائعه بالبريد. وقد أدى عمله في غرفة حزم الطرود وكانت تنار بأضواء النيون إلى الإضرار بعينيه بمرور الوقت، لذلك أوصاه الطبيب بنظارة ذات زجاج معتم. وقد صارت النظارة ذات الزجاج المعتم فيما بعد من سمات الكاتب الشاب في لقاءاته العامة. وخلال فترة الدراسة تكونت لديه عدة ميول ظلت ذات أهمية له فيما بعد. فكان دائم الذهاب يوميا إلى دار السينما، وفي بعض الأيام كان يذهب أكثر من مرة. وكان يقول أن «كل حدث في السينما يصبح أكثر وضوحا، وكل حالة خاصة تصير أكثر أثرا في الوعي».(من مقال منشور في عام 1972 عن السينما المحلية والأفلام الوطنية). وخلال حياته لم يقتصر اهتمامه بالسينما على كتابة سيناريوهات لأفلام أو أحيانا الإخراج، لكن أيضا كان يكتب تقارير صحفية عن مهرجانات الأفلام وعضوا في لجان تحكيمها. وفي المقاهي التي كان يرتادها باستمرار لكي يتعلم ويكتب، أصبح من المستخدمين لـ Jukebox ومن المتحمسين لفرق البيتلز والرولينج ستونز وموسيقيين آخرين من الجيل الشاب في ذلك العصر، والذين نجد إشارات إلى نصوص أغانيهم في كتبه فيما بعد.
وفي عام 1963 بدا نشاطه الأدبي يأخذ شكلا أوضح. فتعرف على ألفريد هولتسنجر الذي كان يرأس قسم الأدب والتمثيليات الإذاعية في راديو جراتس. وهناك لم يقرأ فقط نصوصه القصيرة بل أنه قد كتب برامج للراديو في شتى الموضوعات: عن البيتلز وكرة القدم وجيمس بوند وأفلام الرسوم المتحركة وغيرها. فقد كرس قلمه في تلك الفترة للاهتمام بالظواهر المختلفة المؤثرة على الجماهير وجرب أسلوبا جديدا في الكتابة يتماشى مع موضوعاته. ونجد بجانب تلك الموضوعات التي يقدمها في الراديو كذلك مناقشات لكتب أدبية وغيرها.
وتعرف أيضا إلى ألفريد كولريتش في العام نفسه والذي كان يصدر المجلة الأدبية manuskripte (مسودات) ونشر فيها هاندكه أولى نصوصه بدءا من عام 1964.
وتعرف أيضا على العديد من الشخصيات الأخرى منه مالرسام والكاتب بيتر بونجراتس وغير من الكتاب الأعضاء في جماعة جراتس والتي انضم إليها في عام 1963. وقد قرأت نصوصه للمرة الأولى امام أعضاء الجماعة في 21 يناير 1964. وفي عام 1964 بدأ هاندكه كتابة روايته الأولى الزنابير. وفي يوليو وأغسطس أقام مع صديق قديم في الجزيرة اليوغسلافية كرك وألف جزءا كبيرا من صياغته الأولى للرواية، والتي أذيعت في خريف 1964 في راديو كلاجنفورت، لكنه نقحها وصاغها مرة أخرة في يناير 1965. وبعد أن رفضت دار نشر لوخترهاند نشر الرواية قبلت دار نشر زوركامب في صيف 1965 نشرها. وبعد ذلك بقليل قرر هاندكه الانقطاع عن دراسته والتفرغ تماما للكتابة.

## 1966 – عام الشهرة
كان هاندكه قد لفت الانتباه إليه قبل صدور روايته الأولى في مطلع عام 1966، خلال اشتراكه في اجتماع لجماعة 47 في برينستون وكان حينذاك يستخدم تسريحة شعر رأس عيش الغراب Pilzkopf-Frisur بأسلوب البيتلز. فبعد قراءات لكتاب استمرت لساعات تكلم هاندكه فأعرب عن اشمئزازه من كتاباتهم وتلا كلمة مليئة بالشتائم الطويلة تحدث فيها عن صعف الوصف للكتاب وكذلك تناول النقد الأدبي فقال عنه «أنه سخيف مثل هذا الأدب السخيف».وقد كسر بتلك الكلمة تابوها لأنه كان من المتفق عليه ألا تدبر جدالات أساسية حول المواضيع الأدبية. فأساس الحوارات ينبغي أن يكون دائما النص المتناول لا جوهر الأدب في حد ذاته. ويظهر تسجيل صوتي أن هاندكه نجح في إثارة الضحكات والهمهمات والنداءات الجانبية، وبالرغم من أنه كان يقصد بكلمته تلك بعض زملائه من بينهم جونتر جراس – كما تبين التعليقات اللاحقة- فإن نقده ذلك قد تمت إعادة صياغته وربما التلطيف منه بحيث ظل هاندكه عامة غير معترض على وجوده في الجماعة. فقد نقد هاندكه الأساس الأدبي ذاته وأصبحت كلمته تلك موضوعا للنقاش في الأركان الأدبية في الصحف.
وفي نفس العام قام المخرج كلاوس بايمان بتقديم مسرحيته الكلامية شتم الجمهور على المسرح للمرة الأولى. ودام ارتباطه ببايمان كصديق ومخرج حتى اليوم. وقد احتفى نقاد المسرح بهذه المسرحية المثيرة الجديدة من نوعها. وحينذاك انطلقت شهرة هاندكه بشكل نهائي ككاتب. وكذلك مسريحاته الكلامية التي كتبها من قبل وهي النبوءة وتأنيب النفس، فقد أخرجهما جونتر بيش وعرضت للمرة الأولى في اوبرهاوزن واستقبلها النقاد بشكل إيجابي. وأصبح بيتر هاندكه في غضون شهور نجما شعبيا للمشهد الأدبي الألماني.
وفي عام 1966 تلقت رفيقة هاندكه وزوجته اللحقة الممثلة ليبجارت شفارتس عرضا للعمل في مسرحيات الجيب في دوسلدورف. ولذلك فقد انتقل كلاهما في أغسطس 1966 إلى دوسلدورف.

## دوسلدورف وباريس وكرونبرج (1967 – 1970)
عاش هاندكه في دوسلدورف حتى عام 1968. ونشر في تلك الفترة روايته البائع المتجول في عام 1967 ومسرحيته الكلامية كاسبار (عرضت للمرة الأولى في 11 مايو 1968 في فرانكفورت بإخراج كلاوس بايمان). وفي عام 1967 قرأ هاندكه الإذهال لتوماس بيرنهارد، وانعكست تجربة القراءة تلك في نص بعنوان حين قرأت الإذهال لتوماس بيرنهارد. وفي تلك الفترة كان لتوماس بيرنهارد تأثير واضح على هاندكه. لكن فيما بعد تطور رفض متبادل بيت الكاتبين النمساويين. في عام 1968 انتقل الزوجان إلى برلين حيث ولدت ابنتهما أمينا Amina في 20 أبريل 1969. وعنت الابنة لهاندكه حين كانت رضيعة تحولا كاملا في أسلوب حياته آنذاك. فقد قال حينها انه يقضي الوقت عبثا في المنزل ولا يستطيع التفكير بسب بكاء ابنته المتواصل، لكنه قال فيما بعد أن ابنته كانت بالنسبة له حدثا هاما ومفعما بالحب.
وفي عام 1969 اشترك هاندكه في تأسيس دار نشر فرانكفورت للكتاب. وفي عام 1970 انتقلت الأسرة إلى باريس، ورغم أنه اتخذ باريس كمسكن أساسي له اليوم، إلا أن ذلك القرار كان قصيرا الاجل في تلك الفترة. فاشترى بيتا يقع على أطراف الغابة قرب كرونبرج انتقلت الأسرة إليه في عام 1970. لكن في تلك الفترة انهار الزواج. وكان الأبوان يتناوبان على الرعاية بالابنة، وهكذا استمر الأمر عدة شهور حتى غادرت الام البيت وركزت على عملها. ومن الآن فصاعدا فقد اهمت الأب هاندكه بالابنة وانفصل عن زوجته بشكل رسمي في عام 1994 في فيينا.

## سنوات في باريس (1971 – 1978)
في ليلة 20 نوفمبر فارقت الحياة أمه ماريا هاندكه بعد سنوات من معاناتها الاكتئاب المرضي. وقد قد تناول هاندكه ذلك الحاذث في قصته بعنوان محنة في عام 1972, وحولت إلى فيلم سينمائي في عام 1974. وقبل رحيلها بقليل زارزارها بيتر هاندكه في يوليو 1971مع زوجته وابنته للمرة الأخيرة. وقد سبقت الزيارة رحلة عبر الولايات المتحدة مع زوجته والكلتب ألفريد كولريتش.
وفي نفس العام نشر هاندكه الرسالة القصيرة في الوادع الطويل في 1972، والذي يحوي أجزاء من رحلة هاندكه إلى الولايات المتحدة. وفي نوفمبر 1973 انتقل مع ابنته إلى باريس ثم غلى كلامار جنوب غرب باريس في عام 1976 وظل مقيما هنالك حتى عام1978. وفي بداية السبعينيات حصل على عدة جوائز منها جائزة شيلر 1972 في مانهايم، وجائزة جيورج بوشنر من الأكاديمية الألمانية للغة والأدب 1973 في دارمشتات. وبعد عام صدرت مسرحية الأغبياء ينقرضون 1974 وعرضت في زيورخ، وفي نفس الفترة قام المخرج فيم فيندرزصديق هاندكه ورفيق دربه بتحول حركة خاطئة إلى السينما في عام 1975.
ونشرت جولة بالحصان عبر البودنزيه في عام 1971, وتعتبر أكثر أعماله نجاحا في فرنسا وساهمت بالتعريف بالكاتب. وبعد عام صدرت قصته ساعة الشعور الحقيقي في عام 1975، وبدأ كتابة يومياته وزن العالم في عام 1977, والتي ظلت تنشر متفرقة حتى عام1990. وفي عام 1976 أدخل الكاتب المستشفى لإصابته بنوبات خوف مرضية واضطرابات في ضربات القلب.
وفي العام التالي كان تحويل قصته المرأة الشولاء إلى فيلم. وخلال تلك الفترة لم يفقد هاندكه صلته بوطنه النمسا، وانضم بين عامي 1973 و1977 إلى تجمع كتاب جراتس، وفي عام 1978 ظلت ابنته أمينا لدى أمها في برلين. وأثناء ذلك قام برحلة إلى ألاسكا وعاد عبر نيويورك إلى وطنه. وكانت تلك العودة في نهاية 1978 تمثل أكبر أزمة تهدد مسيرته الأدبية. وفي رسائل تبادلها مع هيرمان لينتس وصف له يأسه الذي رافقه لدى كتابة قصته عودة طويلة إلى الوطن.

## العودة إلى النمسا (1979 – 1987)
بعد إقامة طويلة في مدن أوروبية مختلفة عاد بيتر هاندكه في أغسطس 1979 إلى النمسا. واتخذ مسكنا في زالتسبورج في مونشسبرج في بناء ملحق بمنزل صديقه هانس فيدريش، وظل مقيما هناك حتى نوفمبر 1987. وفي فترة الاستقرار الطويلة غير العادية تلك كان يقوم بنزهات وكان يعود دائما ثانية إلى زالتسبورج. في بداية تلك الفترة نشرت رباعيته عودة طويلة إلى الوطن. ونشر الجزء الأول الذي يحمل نفس الاسم في 1979، وكان يعني اجتياز ونهاية الأزمة التي ألمات به منذ 1978. وحصل هاندكه في هذا العام على جائزة فرانتس كافكا وكان أول من يمنحها. وكتبت الأجزاء الثلاث الباقية من هذه الرباعية في زالتسبورج. وصدرت تعاليم سانت فيكتوار في 1980 والمسرحية الدرامية عبر القرى 1982 وقصة للأطفال 1981 حيث تتميز القصة بسمات ذاتية وبنظرة جدلية إلى سنوات باريس.
وفي بداية الثمانينات بدأ هاندكه عن وعي بترجمة كتاب من لغات أخرى غير مشهورين إلى الألمانية، حتى لا يضيق على المترجمين المحترفين عملهم وأيضا لكي يكسب هؤلاء الكتاب درجة أكبر من الشهرة. وانصب اهتمامه على أن يلقى الضوء على الأدب السلوفيني في المنطقة المتكلمة بالألمانية. كما ترجم من الإنجليزية والفرنسية والسلوفينية وأخيرا من اليونانية القديمة (بروميتيوس مقيدا) 1986.
وكتب قصة صيني الألم في عامي 82/1983 في زالتسبورج ونشرت في عام إتمامها. وفي روايته الملحمية التكرار 1986 يتناول هاندكه السلوفينيين في كيرنتن وقصتهم. ونشرت في نفس الفترة قصيدة إلى الاستمرار. وانتهت عصرية كاتب فترة زالتسبورج.
وفي نفس العام كتب سيناريو فيلم «السماء فوق برلين» للمخرج فيم فيندرس وحصل هذا القيلم على العديد من الجوائز على المستوى الأوروبي. وبعد فترة ثمانية سنوات من الكتابة والإقامة غادر الكاتب زالتسبورج بعد إتمام ابنته الثانوية، ثم تلا ذلك فترة من السفر الدائم إلى بلدان عديدة استمرت ثلاثة أعوام.

## من 1988 حتى اليوم
بعد رحلته العالمية (1987 – 1990) يعيش بيتر هاندكه منذ عام 1991 في شافيل في باريس وأحيانا في زالتسبورج. ابنته امينا درست الرسم وتشكيل الميديا البصرية. وقد أنجب ابنة ثانية هي ليوكادي في عام 1992 من الممثلة الفرنسية صوفي سيمن، واتخذ بين عامي 2001 و2006 من الممثلة كاتيا مكينت رفيقة له.

## بيتر هاندكه وفيم فيندرس
ارتبط هاندكه بالمخرج الألماني فيم فيندرس بصداقة طويلة بدأت عام 1966 وكذلك بعلاقة عمل، وتعتبر هذه أطول صداقة في حياة فيندرس. تعرف على هاندكه خلال فترة دراسته بعد عرض مسرحيته «سب الجمهور» في مسرح أوبرهاوزن. وجمعت بين الفنانين صفات شخصيات كثيرة وروابط جمالية. وقد جمعهما بصفة خاصة الميل إلى الوصف الوجودي المكثف وأحيانا للمناظر الطبيعية والتي يولونها اهتماما وأهمية أكثر من الكلمات والأحداث لدى الشخصيات في إنتاجهما الأدبي والسينمائي. وبين عامي 1969 و1987 اشترك الاثنان في إنتاج أربعة أفلام وهي أجنحة الرغبة (1987)، 3 أسطوانات أمريكية، خوف حارس المرمى من ضربة الجزاء، وحركة خاطئة. وفضلا عن ذلك فقد تأثر فيندرس خلال مطالعته لما ينشر هاندكه في قراراته الهامة في حياته وأعماله، وفي اهتمامه بأدب الرحلات وأدب الطريق. وقد أنتج فيندرس سلسلة حول الموضوع في الولايات المتحدة.

## الجدل الصربي
بعد نشر هاندكه في عام 1996 وصف رحلة بعنوان «رحلة شتوية في أنهار الدانوب وساف ومورافا ودرينا أو العدالة الصربية» اندلع جدل حدا ما زال مستمرا إلى اليوم. فقد اتهمه النقاد بتبرير جريمة الحرب الصربية، حين استخدم هاندكه أسلوبا في انتقاء الكلمات ووصف الأحداث مشابها لأسلوب كتابة التقارير الصحفية العادية. وفي عام 2004 قام بزيارة سلوفودان ميلوسوفيتش في سجنه في لاهاي. وفي عام 2005 تم توجيه الدعوة إليه كشاهد من قبل محامو الرئيس اليوغسلافي السابق الذي أدانته محكمة مجرمي الحرب في الأمم المتحدة في لاهاي بتهم الإبادة الجماعية والجريمة ضد الإنسانية. غير أن هاندكه رفض ذلك ونشر بعد ذلك مقالا بعنوان "Die Tablas von Daimiel"، وفي 18 مارس 2006 حضر هاندكه جنازة ميلوسوفيتش خطيبا مما أدى إلى إيقاظ الجدل من جديد.
وإلى جانب كلمته على القبر فقد كتب مسرحية «لعبة الأسئلة أو الرحلة إلى الأرض ذلت الصوت الجهوري»، وقد حذف من برنامج مسرح الكوميدي فرانسيس الباريسي. وقد أشارت إليه غير مرة أصوات مؤيدة وناقدة. وفي 2 يونيو 2006 اعتذر هاندكه بسبب النقاش السياسي المحتدم عن جائزة هاينريش هاينه من مدينة دوسلدورف، وتقدر قيمتها المالية بـ 50 ألف يورو، وكانت تمنح للمرة الأولى. وقد رفض هاندكه قبول الجائزة ودعي إلى تحويل المبلغ إلى إعانة إلى القرى الصربية في كوسوفو. وبمناسبة العرض الأول لمسرحيته «آثار الضالين» في 21 فبراير 2007 تم تنفيذ رغبة هاندكه بمنح مبلغ المال لإحدى القرى الصربية. وفي تعليق له منشور في صحيفة لوفيجارو الفرنسية بتاريخ 22 فبراير 2008 أشار إلى التاريخ العام ليوغسلافيا خاصة النصر على النازيين ووصف الدول الغربية بأنها دول مخادعة.

## الأرشيف
قام بيتر هاندكه في 6 ديسمبر 2007 ببيع مخطوطات ومواد خاصة به تنتمي إلى العقدين الأخيرين، كتراث أثناء حياته Vorlass إلى الأرشيف الأدبي النمساوي في المكتبة القومية مقابل مبلغ نصف مليون يورو. وقد دعمت عملية البيع الوزارة الاتحادية للتعليم والفن والثقافة. كما أعطى في بداية عام 2008 مذكراته الـ 66 التي تنتمي إلى الفترة بين 1966 و1990، إلى الأرشيف الأدبي الألماني في مارباخ مقابل مبلغ غير معروف.

## جوائز حصل عليها
1967 – جائزة جيرهارت هاوبتمان
1972 – الجائزة الأدبية من ولاية شتايرمارك
1973 – جائزة شيلر من مدينة مانهايم
1973 – جائزة جيورج بوشنر
2019 - جائزة نوبل للأداب.

## روابط خارجية
- بيتر هاندكه على موقع IMDb (الإنجليزية)
- بيتر هاندكه على موقع الموسوعة البريطانية (الإنجليزية)
- بيتر هاندكه على موقع مونزينجر (الألمانية)
- بيتر هاندكه على موقع قاعدة بيانات الأفلام العربية
- بيتر هاندكه على موقع ألو سيني (الفرنسية)
- بيتر هاندكه على موقع ميوزك برينز (الإنجليزية)
- بيتر هاندكه على موقع أول موفي (الإنجليزية)
- بيتر هاندكه على موقع قاعدة بيانات الأفلام السويدية (السويدية)
- بيتر هاندكه على موقع إن إن دي بي (الإنجليزية)
- بيتر هاندكه على موقع ديسكوغز (الإنجليزية)